# Bezmialem Sultan
Bezmiâlem Sultan (turco ottomano: بزم عالم سلطان, lett. "ornamento del mondo" o "festa del mondo"; Georgia o Circassia, 1807 – Istanbul, 2 maggio 1853), anche nota come Bazimiâlam Sultan, è stata una consorte del sultano ottomano Mahmud II e madre e Valide Sultan del sultano Abdülmecid I.

## Origine
Di origini circasse o georgiane, nacque nel 1807. È stata descritta come alta, snella ma formosa, con dita sottili e un viso grazioso, con capelli biondo rossiccio e carnagione pallida. Era giudicata di grande intelligenza, malgrado la scarsa istruzione formale sia rivelata nelle sue lettere conservate negli archivi, scritte in un turco ottomano estremamente semplice e pieno di errori. 
Venne istruita da Esma Sultan, sorellastra favorita del sultano ottomano Mahmud II, e destinata a lavorare nell'hamam del suo palazzo. Nel 1822 Mahmud II la notò e la chiese per il suo harem. Elevata a consorte col titolo di Bezmiâlem Kadın, venne nominata prima Terza Consorte e poi, nel 1832, Seconda Consorte.
Nel 1823 diede al sultano un figlio, il futuro sultano Abdülmecid I.

## Valide Sultan
Nel 1839 Mahmud II morì e suo figlio Abdülmecid divenne il nuovo sultano. Bezmiâlem assunse quindi la carica di Valide Sultan, ovvero la Sultana Madre, col titolo di Bezmiâlem Sultan. Avendo suo figlio solo 16 anni, sua madre, da lui amatissima, pur non essendo reggente, lo affiancò nell'amministrazione dell'Impero.
Influenzò le nomine dei ministri del figlio, invitandolo a diffidare degli uomini vecchi ma privi di esperienza che ne cercavano il favore. Grande sostenitrice delle riforme del figlio e ammiratrice dell'Europa, il suo giudizio accorto e obiettivo veniva tenuto in gran conto dal sultano, che la consultò regolarmente fino alla sua morte. I due si scambiavano moltissime lettere, in cui Bezmiâlem teneva informato il figlio di tutto ciò che avveniva a palazzo e in città e a cui Abdülmecid rispondeva personalmente, senza ricorrere a intermediari.
Il sigillo personale di Bezmiâlem recitava: Devletlü, ifetlü Valide Sultan-ı âlişan Hazretleri (Sua Eccellenza, Sua Maestà la casta e onorata Valide Sultan), mentre una seconda più elaborata recitava: Muhabbetten Muhammed oldu hâsıl Muhammed Muhabbetten ne seza Hâmil Zuhurunda Bezmiâlem oldu vâsı.
Quando Abdülmecid lasciava Istanbul lasciava a sua madre la direzione della capitale.
Nel 1842 Abdülmecid ordinò nuovi appartamenti per la madre a Palazzo Yildiz. Arredati e decorati in stile francese, di gran moda all'epoca nell'impero ottomano, presero il nome di Padiglione Kasr-i Dilküşa (Padiglione del cuore felice) e vennero completati solo dopo la morte di Bazimialam.
Come Valide, favorì le circasse georgiane come lei nella scelta delle consorti per il figlio.
Bezmiâlem si guadagnò la fama di donna intelligente, amabile e caritatevole, e fu tra le Valide Sultan più amate e rispettate della storia. Inoltre, alcuni ambasciatori si riferirono a lei come alla Valide Sultan più influente da secoli.

## Beneficenza
Bezmiâlem era nota come particolarmente devota e caritatevole, attiva nell'assistenza ai poveri e ai bisognosi. Apparteneva alla setta sufi Naqshbandi ed era una seguace dell'indiano Muhammad Jan, le cui idee condivise col figlio. 

## Patrona dell'architettura
Bezmiâlem si dedicò a una lunga serie di progetti architettonici, finanziati dal suo ricco patrimonio personale, stimato in oltre 100000 sterline l'anno.
Nel 1845 commissionò un nuovo ponte sul Corno d'Oro, noto come Ponte Valide o Cisr-i Cedid (ponte nuovo). Nello stesso anno commissionò un ospedale civile con moschea e fontana chiamato Gurebâ-yi Müslimîn, a Yenibahçe, e un secondo a La Mecca. 
Commissionò una lunga serie di fontane in tutta Istanbul: nel 1839 a Beşiktaş-Maçka, nel 1841 a Uzunyusuf di Silivrikapı, nel 1843 a Ülçer di Sultanahmet e a Topkapı, nel 1846 a Cihannüma di Beşiktaş, nel 1852 a Tarabya, Alibeyköyü e Galata, quest'ultima nota come Fontana di Bereketzade. Riparò inoltre le fontane Abdullah Agha a Silivrikapı e una a Kasımpaşa nel 184 e la fontana di Mehmed il Conquistatore a Topkapı nel 1851. 
Commissionò tre Sebil. Due a Medina, di uno sulla strada per la tomba di Hamza ibn Abdul-Muttalib e un altro nel 1851 vicino al primo, fuori dalla Porta di Damasco, nelle vicinanze del cosiddetto Sebil Bahçesi, mentre il terzo fu costruito nel cortile del santuario di Husayn ibn Ali a Karbala.
Interessata alla causa femminile, nel 1850 fondò la Dârülmaârif, una scuola femminile, che dotò di una stampante litografica e una ricca biblioteca con oltre 546 volumi di autori francesi, fra cui Hugo, Lamartine, Baudelaire e Flaubert, che nel 1933 si evolse in una scuola superiore sempre femminile. Fondò anche una scuola superiore, la Valide Mektebi, a Beykoz e due scuole elementari, di cui una nel 1841 a Akşı di Edirnekapı Molla. 
Commissionò la Moschea Dolmabahçe, vicino al Palazzo Dolmabahçe, progettata da Garabed Balyan e suo figlio Nigoğayos Balyan e completata dopo la sua morte.

## Morte
Bezmiâlem Sultan morì di tubercolosi il 2 maggio 1853 nel Palazzo Beşiktaş. Venne sepolta nel mausoleo Mahmud II. Suo figlio Abdülmecid la onorò con un funerale magnifico, costato 79000 kuruş, una vera fortuna, e ben descritto da Sir Adolphus Slade nel suo Turkey and the Crimean War: A Narrative of Historical Events: 
Urla femminili all'alba nel palazzo di Beshik-tash, una mattina all'inizio di maggio, annunciavano il suo lutto [di Abdülmecid I] alle guardie e ai caik di passaggio, e salutavano il corpo che a quell'ora presto veniva trasportato nell'impero caik, seguito da altri caik con il seguito della defunta signora [Bezmialem], al vecchio serraglio. Era lì lavato e profumato secondo l'uso, e adagiato su una bara ricoperta di vestiti d'oro e d'argento. Preceduto da incensieri e coristi, fu poi portato fuori dall'interno del palazzo e deposto all'ombra degli alberi nel cortile centrale per alcuni minuti, mentre l'imam di corte recitava una preghiera per l'anima dei defunti. Durante il suo recital, gli spettatori, togliendosi le ciabatte, sono rimasti in piedi sulle suole a testa in su:
Si è quindi formato il corteo. Pascià militari a cavallo, in fila indiana, affiancati dai loro stallieri e tchiaushe a piedi, facevano strada, seguiti da un corpo compatto di dervisci arabi che cantavano vigorosamente. Quindi cavalcarono tre dignitari legali, anche in fila indiana, i cazi-chiedenti d'Europa e dell'Asia con l'evcaf nazir. Un corpo di Khamedes (domestici reali) marciò dopo in ordine. Poi i ministri di Stato cavalcarono in fila indiana; gli ultimi tre sono il Capitan Pasha, lo Scheick ul Islam e il Gran Visir. Dopo di loro cavalcava un corpo di eunuchi del Sultano, il capo dei quali, il kislar agasi, un anziano nubiano dall'aspetto malinconico, precedette immediatamente il corpo. Gli eunuchi della defunta, spargendo tra la folla monete d'argento di nuova coniata, chiusero il corteo. Mentre il corteo passava per le strade, fiancheggiato a intervalli da truppe, numerose spettatrici negli spazi aperti singhiozzavano sonoramente; e sebbene le donne orientali abbiano sempre lacrime e sorrisi a comando, quelle versate in questa occasione erano sincere, poiché il sesso aveva perso quel giorno un avvocato, il povero un amico.

Il corteo si fermò davanti al giardino del mausoleo di Mahmoudieh, dove, su un pendio sopraelevato, si schieravano i ragazzi delle scuole attigue, intonando inni, e, riformandosi a piedi, procedevano attraverso cancelli dorati e roseti, lentamente verso la tomba. Quando i suoi portali si aprirono, le donne della valideh si radunarono all'interno dell'edificio per rendere l'ultimo tributo di rispetto alla loro gentile padrona emesse, tristi e lamentose; mescolarsi, stranamente armonioso, con i canti dei dervisci e il nitrito dei cavalli guidati. Il corpo fu sepolto accanto a quello del sultano Mahmoud II. 

## Discendenza
Da Mahmud II, Bezmialem ebbe almeno un figlio: 
- Abdülmecid I (25 aprile 1823 - 25 giugno 1861). Fu l'ultimo sultano a nascere a Palazzo Topkapi, dopodiché il palazzo imperiale divenne il Palazzo Beşiktaş.